# بحيرة الشق
بحيرة الشق، هي بحيرة اصطناعية في إدجوود، نيويورك، في بلدة هانتر في جبال كاتسكيل. يقع بالقرب من شق القرنفل الحجري، ويقع بالقرب من حافة موقع تخييم تامبستون الشيطان، على الحدود مع طريق ولاية نيويورك 214 . يوجد أيضًا موقف للسيارات بالقرب من الشاطئ. إنها بداية جدول القرنفل الحجري.
شيء واحد غير معتاد حوله هو أنه أحد الأماكن القليلة في كاتسكيلز حيث توجد بقعة من (تاغيا) الغابات الشمالية تنمو على ارتفاع أقل من 3000 قدم فوق مستوى سطح البحر. اندلع الحريق بالقرب من الشاطئ الشمالي في التسعينيات.
لا يُسمح بالتخييم في منطقة الاستخدام اليومي بجوار ساحة انتظار السيارات وبجوار بركة الماء، ومع ذلك، يُسمح بالتخييم جنوبًا لمسافة قصيرة على طول طريق 214 في مخيم تامبستون الشيطان.
 